# パレスタイン
パレスタイン (Palestine) は1947年生まれのイギリスの競走馬及び種牡馬である。
アーガー・ハーン3世の自家生産馬であり、現役時代には13戦に出走し、2000ギニーなど11勝をあげ、引退後は種牡馬となり1964年のアイルランド2歳リーディングサイアーとなった。
日本においては、シンボリルドルフの母スイートルナの母父やメジロマックイーンの母父リマンドの母父としてその血を確認することができる。

## 経歴
パレスタインはアーガー・ハーン3世の自家生産馬で、父はペティションやコートマーシャルを輩出した英愛リーディングサイアーのフェアトライアルである。
母Unaの牝系からは2代母Uganda(仏オークス)、6代母Memoir(オークス、セントレジャーS)、Udaipur(英オークス、コロネーションS)、Umidwar(チャンピオンS)、Umiddad(デューハーストS、アスコットGC)、Dust Devil(ジョッキークラブS)、Claro(愛2000ギニー)、ヒンドスタン(愛ダービー)などが出ている。
また、母の父はザテトラーク産駒の2000ギニー馬テトラテマであり、パレスタインの芦毛はザテトラーク譲りのものである。

### 競走馬時代
2歳時の1949年はコヴェントリーステークス 、リッチモンドステークス 、ジムクラックステークス、シャンペンステークスなどに優勝した。
3歳となった1950年には2000ギニーに優勝してクラシックウィナーとなった後、マイル路線のセントジェームズパレスステークス、サセックスステークスにも勝った。

### 種牡馬時代
パレスタインは1951年に競走馬を引退して種牡馬となり、1964年にはアイルランド2歳リーディングサイアーとなった。

## 主な産駒
- Pall Mall(IRE) 1955 - 2000ギニー
- Areopolis 1959 - 米アーカンソーダービー
- Escort(GB) 1959 - ロイヤルロッジS
- Palariva(GB) 1953 - キングズスタンドS
- Martine(IRE) 1952 - 愛1000ギニー2着
- Flying Legs(GB) 1966 - モールコームS
- Palinda(GB) 1961 - アスタルテ賞

### 母の父として
- Enstone Spark(GB) 1975 -1000ギニー
- Bay Express(IRE) 1971 - キングズスタンドS
- Sherry Peppers(USA) 1975 - 米スピナウェイS
- Opaline(IRE) 1958 - チェヴァリーパークS
- シルバーシヤーク(IRE)  1963 - ムーランドロンシャン賞
- Bahram Star 1962  - 豪クイーンズランドダービー
- Forceful(GB) 1967 - グラディアトゥール賞
- リマンド(GB) 1965 - ロイヤルロッジS
- シヤラプール(FR) 1968 -ドラール賞
- Anax(GB) 1974 - ミルリーフS
- Helen Jennings(USA) 1965 - サスケハナH
- Thataboy(GB) 1966 - 愛ナショナルS
- Pentathlon(GB) 1964 - アベイドロンシャン賞

## 血統
| パレスタインの血統           | パレスタインの血統 | パレスタインの血統 | （血統表の出典） | （血統表の出典） |
| 父系                         | フェアトライアル系＜フェアウェイ系＜ファラリス系＜サイリーン系＜ベンドア系＜ストックウェル系＜エクリプス系＜ダーレーアラビアン系 | フェアトライアル系＜フェアウェイ系＜ファラリス系＜サイリーン系＜ベンドア系＜ストックウェル系＜エクリプス系＜ダーレーアラビアン系 | フェアトライアル系＜フェアウェイ系＜ファラリス系＜サイリーン系＜ベンドア系＜ストックウェル系＜エクリプス系＜ダーレーアラビアン系 |                  |
| 父 Fair Trial (GB) 1932 栗毛 | 父の父Fairway (GB) 1925 鹿毛 | Phalaris | Polymelus | Polymelus        |
| 父 Fair Trial (GB) 1932 栗毛 | 父の父Fairway (GB) 1925 鹿毛 | Phalaris | Bromus |                  |
| 父 Fair Trial (GB) 1932 栗毛 | 父の父Fairway (GB) 1925 鹿毛 | Scapa Flow | Chaucer | Chaucer          |
| 父 Fair Trial (GB) 1932 栗毛 | 父の父Fairway (GB) 1925 鹿毛 | Scapa Flow | Anchora |                  |
| 父 Fair Trial (GB) 1932 栗毛 | 父の母Lady Juror (GB) 1919 鹿毛                                                                                                  | Son-in-Law | Dark Ronald | Dark Ronald      |
| 父 Fair Trial (GB) 1932 栗毛 | 父の母Lady Juror (GB) 1919 鹿毛                                                                                                  | Son-in-Law | Mother In Law |                  |
| 父 Fair Trial (GB) 1932 栗毛 | 父の母Lady Juror (GB) 1919 鹿毛                                                                                                  | Lady Josephine | Sundridge | Sundridge        |
| 父 Fair Trial (GB) 1932 栗毛 | 父の母Lady Juror (GB) 1919 鹿毛                                                                                                  | Lady Josephine | Americus Girl |                  |
| 母 Una (GB) 1930 芦毛        | 母の父Tetratema (GB) 1917 芦毛                                                                                                   | The Tetrarch | Roi Herode | Roi Herode       |
| 母 Una (GB) 1930 芦毛        | 母の父Tetratema (GB) 1917 芦毛                                                                                                   | The Tetrarch | Vahlen |                  |
| 母 Una (GB) 1930 芦毛        | 母の父Tetratema (GB) 1917 芦毛                                                                                                   | Scotch Gift | Symington | Symington        |
| 母 Una (GB) 1930 芦毛        | 母の父Tetratema (GB) 1917 芦毛                                                                                                   | Scotch Gift | Maund |                  |
| 母 Una (GB) 1930 芦毛        | 母の母Uganda (FR) 1921 鹿毛 | Bridaine | Gorgos | Gorgos           |
| 母 Una (GB) 1930 芦毛        | 母の母Uganda (FR) 1921 鹿毛 | Bridaine | Bitter Orange |                  |
| 母 Una (GB) 1930 芦毛        | 母の母Uganda (FR) 1921 鹿毛 | Hush | St. Self | St. Self         |
| 母 Una (GB) 1930 芦毛        | 母の母Uganda (FR) 1921 鹿毛 | Hush | Silent Lady |                  |
| 母系(F-No.)                  | (FN:3-e) | (FN:3-e) | (FN:3-e) | [ § 2 ]          |
| 5代内の近親交配              | Cyllene 5×5、St. Simon 5×5 | Cyllene 5×5、St. Simon 5×5 | Cyllene 5×5、St. Simon 5×5 | [ § 3 ]          |
| 出典                         | 1. 2. 3. | 1. 2. 3. | 1. 2. 3. | 1. 2. 3.         |

- 2代母Ugandaは1924年ディアヌ賞（仏オークス）優勝馬であり、Blandfordとの産駒（パレスタインは甥にあたる）に1932年オークス馬Udaipur、1934年チャンピオンステークス優勝馬Umidwarがいる。
- 叔母Udaipurの産駒にデューハーストステークス及びアスコットゴールドカップ優勝馬Umiddad、ジョッキークラブステークス優勝馬Dust Devilがおり、孫に1946年愛2000ギニー優勝馬Claro、1949年愛ダービー優勝馬で日本で種牡馬としてシンザンなどを輩出したヒンドスタンがいる。